# Chiesa dei Santi Bernardino da Siena e Martino di Tours
La chiesa dei Santi Bernardino da Siena e Martino di Tours è un edificio religioso in stile barocco-neoclassico che si trova a Porza.

## Storia
La storia dell'edificio inizia nel 1647, quando le furono concessi i diritti parrocchiali. Nel XVIII secolo, però, la chiesa fu notevolmente modificata: il primo intervento, anteriore al 1753, riguardò la navata, il secondo, risalente al 1791, riguardò il coro. La facciata, infine, fu modificata fra gli anni ottanta del XIX secolo e gli anni dieci di quello successivo.
Fra il XX e il XXI secolo la chiesa fu restaurata due volte: nella prima occasione, nel 1974, Alberto Finzi recuperò complessivamente l'edificio, mentre nella seconda, nel biennio 2008-2009, furono ritinteggiate le pareti e i decori furono rinnovati.
La chiesa subì un furto nei primi anni del XXI secolo: ad essere portato via fu un dipinto di Giuseppe Antonio Petrini.

## Descrizione

### Esterno
La chiesa è a navata unica con la facciata rivolta a settentrione. Sulla navata, in fondo alla quale si apre un'abside di forma semicircolare, si aprono due cappelle laterali. Il campanile, coperto da un tamburo di forma ottagonale, si trova nella parte occidentale dell'edificio.
La facciata è caratterizzata da paraste agli angoli.

### Interni
La navata, dotata di una copertura a vela, è divisa in due campate. Sotto la volta si trova un cornicione poggiato sulle lesene a fascio che danno ritmo agli interni. Sul muro di fondo un dipinto a olio sostituisce la tela di Petrini scomparsa. In fondo al coro si trova invece il quadro Immacolata Concezione coi santi Carlo Borromeo, Martino di Tours, Rocco, Bernardino da Siena e Francesco d'Assisi, risalente al XVII secolo.
La chiesa ospita inoltre molti stucchi realizzati da Gerolamo Soldati fra il 1785 e il 1790 in stile neoclassico: oltre a Dio padre e angeli sulla semicalotta dell'abside, ad essere caratterizzata dalle opere di Soldati è principalmente la volta del presbiterio, che ospita quattro medaglioni con ritratti di santi (San Bernardino da Siena, San Martino di Tours, San Francesco d'Assisi e San Rocco) e una Colomba dello Spirito Santo attorniata da quattro cariatidi e da una gloria a raggiera.
Le cappelle, che ospitano due altari neoclassici, sono invece decorate con opere secentesche: una Vergine in legno in quella di destra e una tela con Sant'Antonio nell'altra.
Da citare, infine, un bassorilievo nascosto da un sondaggio a ridosso del fonte battesimale: si tratta anche in questo caso di un'opera secentesca firmata "Caligari" che raffigura il Battesimo di Gesù nel Giordano.